# Singapur en los Juegos Olímpicos de Seúl 1988
Singapur estuvo representado en los Juegos Olímpicos de Seúl 1988 por ocho deportistas, siete hombres y una mujer, que compitieron en tres deportes.
El portador de la bandera en la ceremonia de apertura fue el nadador Ang Peng Siong. El equipo olímpico singapurense no obtuvo ninguna medalla en estos Juegos.